# Campionato sudamericano maschile di pallavolo 2003
Il XXV campionato sudamericano maschile di pallavolo si è svolto dal 2 al 6 settembre 2003 a Rio de Janeiro, in Brasile. Al torneo hanno partecipato 5 squadre nazionali sudamericane e la vittoria finale è andata per la ventiquattresima volta, la diciannovesima consecutiva, al Brasile.

## Squadre partecipanti
- Argentina
- Brasile
- Cile
- Paraguay
- Venezuela

## Classifica finale
| Classifica | Squadre   |
| ---------- | --------- |
|            | Brasile   |
|            | Venezuela |
|            | Argentina |
| 4          | Cile      |
| 5          | Paraguay  |